# بوريس ماهون دي موناغان
بوريس ماهون دي موناغان (بالفرنسية: Boris Mahon de Monaghan)‏ هو لاعب كرة قدم فرنسي في مركز الدفاع، ولد في 11 فبراير 1986 في أورليان في فرنسا. لعب مع نادي أورليانز ونادي سيدان ونادي كريتيل.

## وصلات خارجية
- بوريس ماهون دي موناغان على موقع قاعدة بيانات كرة القدم.إي يو (الإنجليزية)
- بوريس ماهون دي موناغان على موقع Soccerway.com (الإنجليزية)